# 空投柏林
《空投柏林》（德語：Die Luftbrücke – Nur der Himmel war frei，意为“空中桥梁：只有天空是自由的”）是一部以柏林空运为主题的两集电视电影。该片由Sat.1委托teamWorx公司在2005年制作，导演为德罗尔·扎哈维（Dror Zahavi）。

## 剧情
1948年的柏林，二战结束三年后。战败的德国被美、法、英、苏四个盟国瓜分为占领区。首都柏林被苏联占领区包围，成为一个四部分的城市，民主选举产生的社会民主党主导的市政府掌管着全市。西方占领区由美、法、英三国供给，而东部由苏联占领区供应。战后时期物资匮乏，工作和各种物资短缺，电力供应也是断断续续的。
路易丝·基尔贝格与小儿子米夏相依为命，丈夫亚历山大·基尔贝格医生已经被宣布阵亡。为了养活自己和孩子，路易丝急需一份工作。像许多人一样，她也希望能在美军占领军中找到一份工作。最终，她成功申请到了在滕珀尔霍夫机场食堂工作的职位。路易丝非常痛苦于失去丈夫的现实，但她的理发师好朋友蕾妮劝她向前看，重新找到生活的乐趣，甚至鼓励她去跳舞。在舞会上，蕾妮爱上了飞行员哈里，而路易丝依然孤单。
当西方占领区引入新货币（德國馬克）时，苏联独裁者约瑟夫·斯大林感到被挑衅。从1948年6月24日起，苏联封锁了进入柏林西部的所有交通路线。美国总统哈里·S·杜鲁门起初考虑撤离美军，但美国占领区的军事总督卢修斯·D·克莱将军不愿放弃柏林。他向社会民主党领袖恩斯特·路特承诺通过空运为城市提供物资。
柏林空运开始运作，柏林-滕珀尔霍夫机场成为为两百多万西柏林市民提供物资的枢纽。这项任务极具挑战性：飞机维修、人员调配和纪律都面临问题。
一位在二战期间曾在亚洲执行类似任务的经验丰富的组织者菲利普·特纳将军被派往柏林。他优化了空中走廊的使用，采用流水线原则协调飞行与维修，要求飞行员付出最大的努力，增加更多、更大的飞机并建造额外的机场。
滕珀尔霍夫机场的老旧雷达系统无法区分密集飞行的飞机，导致了严重事故。此时已经成为蕾妮未婚夫的哈里不幸在一次飞机失事中丧生。蕾妮失去了生活的动力，后来打算自杀，但被路易丝救下。
1948年9月9日，恩斯特·路特在30万柏林市民面前发表了历史性讲话：“全世界的人们都在关注着我们的城市！”
菲利普·特纳将军注意到路易丝·基尔贝格的能力，任命她为他的秘书。他们一起度过了许多在空运项目上的共同工作时光。在一个安静的时刻，特纳透露了他个人的痛苦：在他驻扎中国期间，妻子因重病去世，两个儿子在美国等待他归来。特纳的个人使命是：永远不要再有战争。
由于共同的失去经历，特纳和路易丝渐渐走近，最终成为恋人，经历了一段短暂的“彩虹彼岸”的时光。
随后，路易丝那被认为已去世的丈夫亚历山大·基尔贝格回家了。他在苏联的战俘营中度过了一段时间，回到柏林新克尔恩医院继续当医生，全身心投入工作。
路易丝爱着特纳，但她也爱着她的丈夫。她决心挽救她的婚姻。局势变得复杂，当她发现自己怀了特纳的孩子时，她决定堕胎，但在手术前一刻逃离了手术台。
与此同时，政治局势急剧恶化：苏联越来越多地干扰空运的飞机，苏联战斗机侵犯了西方飞往柏林的空中走廊。卢修斯·D·克莱将军明确告知苏联，美国正考虑使用核武器。威胁奏效，柏林上空的局势得到缓解。
冬天即将来临，柏林面临结核病疫情的威胁。亚历山大·基尔贝格医生向市长路特和克莱将军请求从美国进口一种新的高效药物——鏈黴素。
为了应对需求，进一步增加航班数量成为必要。特纳将军从电线杆的排列中得到了灵感，将飞行走廊分成不同高度的“楼层”。利用新雷达系统，这一方法得以实施，飞行频率得以进一步提高。
一天晚上，亚历山大在从医院回家的路上，看到了路易丝在一辆豪华轿车里拥抱一个男人。他意识到路易丝还爱着另一个人。两人进行了一次坦诚的对话。经历了太多死亡和不幸的亚历山大没有愤怒，而是给予了路易丝选择的自由，并表示无论孩子的父亲是谁，他都欢迎这个孩子的到来。亚历山大的明智决定加重了路易丝的心理负担。
与此同时，美国政府切断了苏联从鲁尔区获得煤炭的供应。特纳将军的空运达到了一个新的阶段，确保了西柏林全体居民能够长期获得生活必需品。
苏联政府开始暗示他们考虑解除柏林封锁。1949年5月12日零时1分，苏联正式结束了对柏林的封锁。
克莱和特纳将军圆满完成了任务，受到了表彰。特纳被立即派往关岛执行新任务。特纳和路易丝最后一次在滕珀尔霍夫机场的办公室见面。特纳想要让路易丝的告别变得轻松，他告诉她：“你的眼睛告诉我了，为了我们你已经付出了沉重的代价。”
说完，他离开了，路易丝则选择回到家人身邊。

## 播出与收视率
上集于2005年11月27日20:15在德国的Sat.1免费电视台播出。收视数据显示，电影吸引了897万观众，市场份额达到了24.1%。在广告目标群体中，观众数为498万，市场份额为31.0%。第一集播放结束后，紧接着播出了时长35分钟的纪录片《空中桥梁——柏林永不放弃》（Die Luftbrücke – Berlin gibt nicht auf），该纪录片吸引了577万观众，市场份额为20.3%（在14至49岁目标群体中，市场份额达25.7%）。
下集于2005年11月28日黄金时段播出，总市场份额为23.0%，吸引了786万观众。在目标群体中，观众数为401万，市场份额为27.5%。

## 特别之处
- 柏林观众反响：根据Media Control的统计，《空投柏林》在柏林的反响尤为强烈。西柏林的收视率达到了39.5%，而东柏林的收视率为29.1%[3]。
- 电影中的将军菲利普·特纳这一角色是历史上威廉·H·特纳（William H. Tunner）将军的虚构化版本。虚构这一角色的目的是为了讲述将军与秘书之间虚构的爱情故事，从而脱离历史事实。
- 电影的最后一幕，菲利普·特纳和路易丝·基尔贝格在滕珀尔霍夫机场跑道上的告别场景，实际上是对经典电影《北非谍影》中瑞克和伊尔莎（汉弗莱·博加特和英格丽·褒曼饰）在机场跑道上告别的场景的致敬。在《北非谍影》中，瑞克对伊尔莎说：“我要去的地方你不能跟随。我要做的事你不能参与。如果这架飞机起飞时你不在他身边，你会后悔的。也许不是今天，也许不是明天，但很快，而且是一生。”在《空投柏林》中，特纳说：“我收到紧急命令要去关岛，行李收拾好了。希望我们未来的生活一切顺利，是你丈夫说的。我们要一起度过幸福的每天，每一个月，甚至是每一年。”路易丝回答：“你知道我不能跟你走。”特纳回应：“是，我知道。你的眼睛告诉我了，为了我们你已经付出了沉重的代价。”在《北非谍影》中，女人登上飞机离去，而在《空投柏林》中，离去的是男人。

## 评价
- “这是一部生动再现德国历史的重要影视作品，既让观众获得了信息，也引发了情感共鸣。尽管影片的总时长超过三小时，但令人惊讶的是，它能够在整个过程中保持观众的兴趣，并持续提供娱乐。”[4]

- “将德国历史搬上银幕并非坏主意。我们认为，透过这种方式将历史事件纳入公众视野是一件好事。”[5]

- 《电视电影指南》（TV Spielfilm）写道：“导演德罗尔·扎哈维以750万欧元的预算将这部两集的影片拍摄成了一部融合政治与爱情戏的作品，演员阵容强大。”乌尔里奇·图库尔饰演的克莱和乌尔里希·诺登（Ulrich Noethen）饰演的归来的士兵的表演“令人称赞”，而何诺·费尔施（Heino Ferch）饰演的特纳将军和贝蒂娜·齐默尔曼（Bettina Zimmermann）饰演的路易丝则“显得有些平淡无奇”。对上集的评价是：“情节虽未完全起飞，但视觉效果却相当出色。”[6]对下集的评价则是：“这幅描绘战后柏林的史诗画卷在某些部分显得有些生硬，但精美的布景仍然带来了影院般的氛围。”[7]整部影片的总结评价为：“虽然制作精良，但没有真正的高潮。”[8]

## 奖项
- 2006年：制作人尼科·霍夫曼（Nico Hofmann）获得巴伐利亚电视奖特别奖
- 2006年：德国电视奖最佳男配角：乌尔里希·诺登
- 2006年：金相机奖最佳电视电影/迷你剧[9]